# U Guadu Grande
U Guadu grande est un petit fleuve côtier français qui coule dans le département de la Haute-Corse (Corse) et se jette dans la mer Méditerranée.

## Géographie
U Guadu grande est un cours d'eau de la façade occidentale du cap Corse. La longueur de son cours est de 9,5 km.
Il prend sa source à 1 227 m au nord du Monte Stello (1 306 m), le deuxième plus haut sommet du chaînon montagneux du cap Corse, le plus haut étant la Cima di e Follicie (1 324 m). Il a d'abord pour nom ruisseau de Viule (Viuda) jusqu'à sa confluence avec le ruisseau de San Giuvanni, peu en amont de la bergerie de Ponte Novu où Il devient rivière d'Olcani. Il ne prendra le nom de U Guadu Grande qu'à partir de la confluence avec le ruisseau de Cetro, à l'ouest du village d'Ogliastro. Son cours est celui d'un torrent de montagne caractérisé par une forte pente et un écoulement épisodique. Son débit devient faible en été.
Son embouchure ainsi qu'une grande partie du littoral ont été comblés par les importants rejets à la mer des déchets d'exploitation de l'usine d'amiante de Canari-Abro à partir du milieu du XXe siècle. Depuis, il arrive à la mer à la Marine d'Albo (Ogliastro), à moins de 300 m de la tour d'Albo, sur une surface gagnée sur la mer, créant la vasière du Guadu, une zone humide remarquable par la présence de très nombreux tamaris (Tamaris Africana) qui s'y sont développés.
Les principaux cours d'eau voisins sont au sud le Fium'Albino et au sud-est la rivière Bevinco.

### Communes et cantons traversés

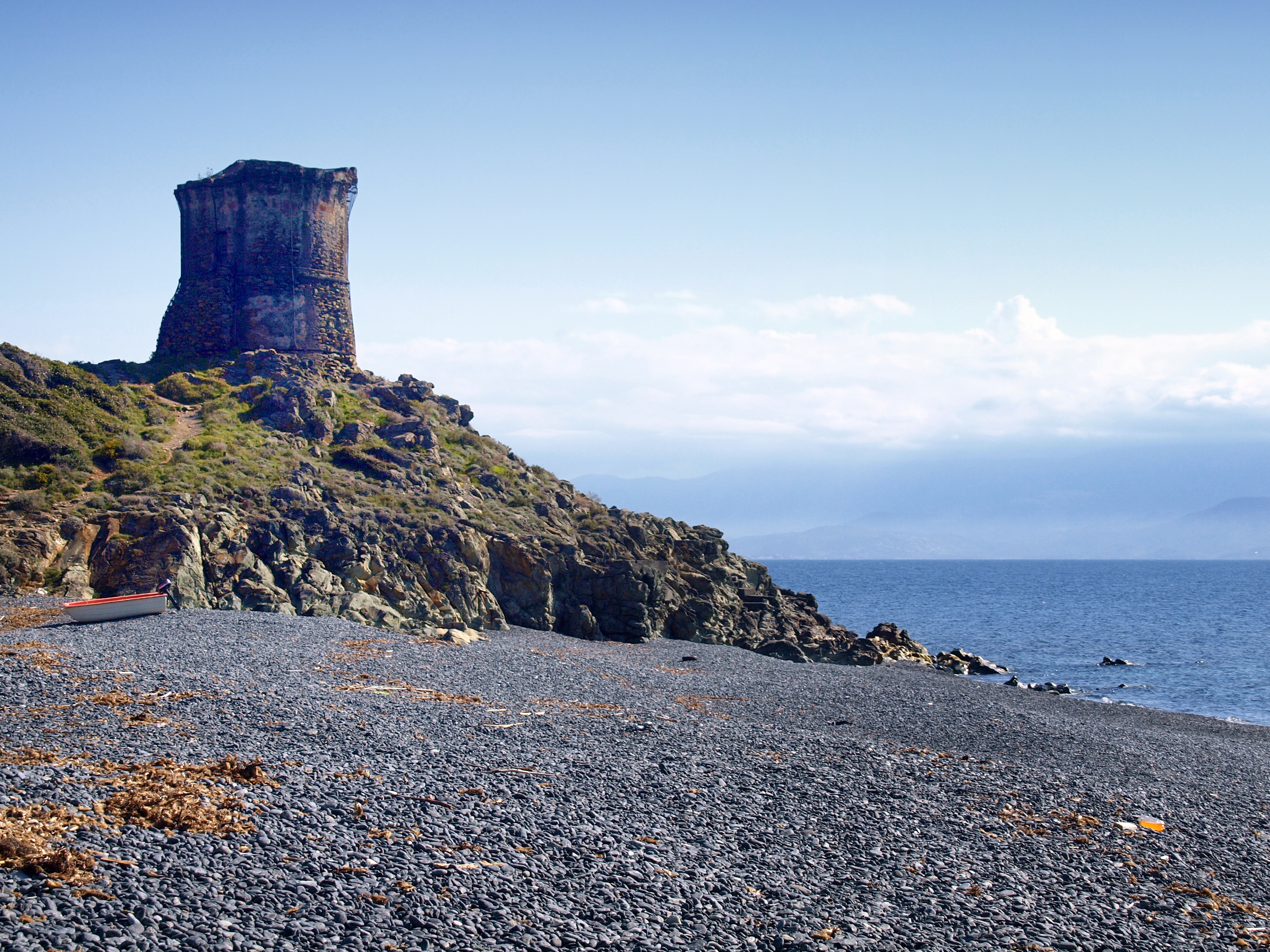
la Tour d'Albo sur Ogliastro

Entièrement dans le département de la Haute-Corse, U Guadu grande traverse trois communes dans le sens amont vers aval, de Brando (source), Olcani, Ogliastro (embouchure).
Soit en termes de cantons le U Guadu Grande prend source et conflue dans l'ancien canton de Sagro-di-Santa-Giulia, aujourd'hui le canton du Cap Corse dans l'arrondissement de Bastia.

### Bassin versant
Le bassin versant Côtiers du Guadu grande inclus au Fium Albino (Y743) est de 69 km2 et le U Guadu Grande le partage avec la rivière d'Olmeta au sud du bassin soit environ 35 km2.

### Organisme gestionnaire
L'organisme gestionnaire est le Comité de bassin de Corse, depuis la loi corse du 22 janvier 2002.

## Affluents
l'U Guadu Grande a huit affluents référencés, tous en rive droite :
- le ruisseau de San Giuvanni (rd[note 1]), 2,6 km sur la seule commune d'Olcani.
- le ruisseau de Terre Rosse (rd), 1,9 km sur la seule commune d'Olcani.
- le ruisseau de l'Alberghi (rd), 2,6 km sur la seule commune d'Olcani.
- le ruisseau de Piedicanale (rd), 1,7 km sur les deux commune d'Olcani et Ogliastro.
- le ruisseau d'Immola (rd), 2,2 km sur les deux commune d'Olcani et Ogliastro.
- le ruisseau de Cetro ou ruisseau de la Teggia en partie haute (rd), 4,1 km[4] sur la seule commune d'Ogliastro.
- le ruisseau de l'Olmu (rd), 1,7 km sur la seule commune d'Ogliastro.
- le ruisseau de Cocolo (rd), 2,6 km sur la seule commune d'Ogliastro.

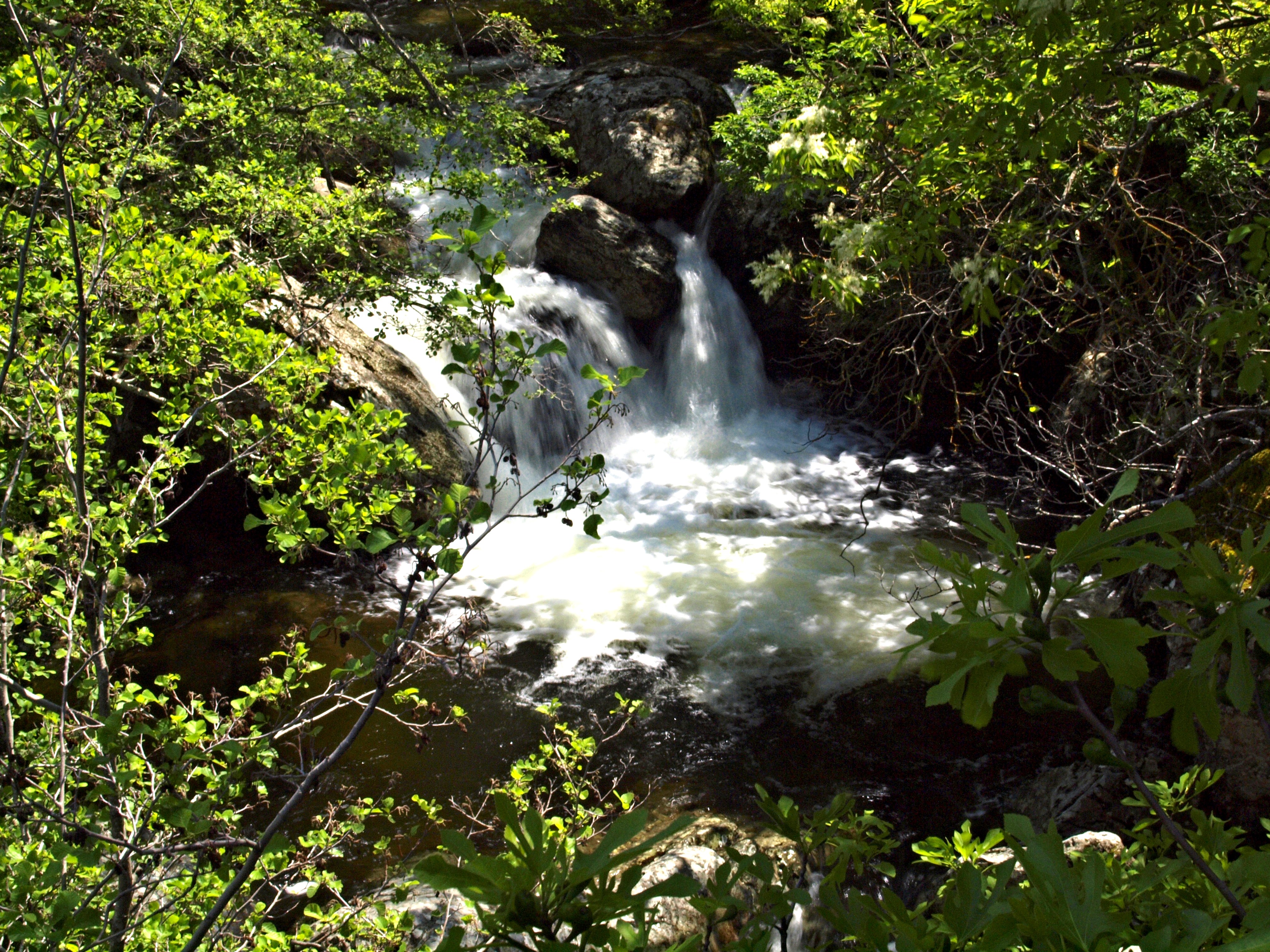
Rivière d'Olcani en amont du pont de la RD 233

### Rang de Strahler
Donc son rang de Strahler est de deux.

## Hydrologie
Son régime hydrologique est dit pluvial méridional.

## Aménagements et écologie

### Ouvrages sur le cours

#### Ponts
- Sur la rivière d'Olcani, pont de la route D233 situé sous le village d'Ogliastro, proche de la chapelle Saint-Dominique
- Sur le U Guadu Grande, pont de la route D80 à l'intersection des routes D80 et D233

### Écologie
Une station d'épuration pour un équivalent de 400 habitants est implantée à Ogliastro.
Olcani et Ogliastro sont des sites classés.

#### ZNIEFF Basse vallée du U Guadu Grande - Marine d'Albo
U Guadu Grande crée à son estuaire à la Marine d'Albo, une zone humide classée en ZNIEFF de 2e génération : ZNIEFF940030886